# Resolutie 1819 Veiligheidsraad Verenigde Naties
Resolutie 1819 van de Veiligheidsraad van de Verenigde Naties werd unaniem door de VN-Veiligheidsraad aangenomen op 18 juni 2008 en verlengde het panel van experts dat schendingen van het wapenembargo tegen Liberia onderzocht met een half jaar.

## Achtergrond
Na de hoogtijdagen onder het decennialange bestuur van William Tubman, die in 1971 overleed, greep Samuel Doe de macht. Diens dictatoriale regime ontwrichtte de economie en er ontstonden rebellengroepen tegen zijn bewind, waaronder die van de latere president Charles Taylor. In 1989 leidde de situatie tot een burgeroorlog waarin de president vermoord werd. De oorlog bleef nog doorgaan tot 1996. Bij de verkiezingen in 1997 werd Charles Taylor verkozen en in 1999 ontstond opnieuw een burgeroorlog toen hem vijandige rebellengroepen delen van het land overnamen. Pas in 2003 kwam er een staakt-het-vuren en werden VN-troepen gestuurd. Taylor ging in ballingschap en de regering van zijn opvolger werd al snel vervangen door een overgangsregering. In 2005 volgden opnieuw verkiezingen, waarna Ellen Johnson-Sirleaf de nieuwe president werd.

## Inhoud

### Waarnemingen
Liberia had sinds januari 2006 grote vooruitgang gemaakt. Daarom waren de sancties inzake kaphout en diamant die het land waren opgelegd eerder al opgeheven.
De UNMIL-vredesmissie bleef nodig om de veiligheid te verbeteren en de overheid te helpen met het verwerven van de controle over de diamant- en houtregio's.

### Handelingen
De secretaris-generaal werd gevraagd het mandaat van het panel van experts dat de schendingen van het wapenembargo tegen Liberia onderzocht te vernieuwen tot 20 december 2008.

## Verwante resoluties
- Resolutie 1777 Veiligheidsraad Verenigde Naties (2007)
- Resolutie 1792 Veiligheidsraad Verenigde Naties (2007)
- Resolutie 1836 Veiligheidsraad Verenigde Naties
- Resolutie 1854 Veiligheidsraad Verenigde Naties

Lijst ·  1795 ·  1796 ·  1797 ·  1798 ·  1799 ·  1800 ·  1801 ·  1802 ·  1803 ·  1804 ·  1805 ·  1806 ·  1807 ·  1808 ·  1809 ·  1810 ·  1811 ·  1812 ·  1813 ·  1814 ·  1815 ·  1816 ·  1817 ·  1818 ·  1819 ·  1820 ·  1821 ·  1822 ·  1823 ·  1824 ·  1825 ·  1826 ·  1827 ·  1828 ·  1829 ·  1830 ·  1831 ·  1832 ·  1833 ·  1834 ·  1835 ·  1836 ·  1837 ·  1838 ·  1839 ·  1840 ·  1841 ·  1842 ·  1843 ·  1844 ·  1845 ·  1846 ·  1847 ·  1848 ·  1849 ·  1850 ·  1851 ·  1852 ·  1853 ·  1854 ·  1855 ·  1856 ·  1857 ·  1858 ·  1859